# Baklalı
Baklalı (kurd. Êmzug oder Unguzug) ist ein fast oder ganz verlassenes Dorf im Landkreis Kiğı der türkischen Provinz Bingöl. Baklalı liegt Eingangs des Özlüce-Stausees. Die Entfernung nach Kiğı beträgt 15 km.
Mitte der 1960er Jahre lebten im Ort ca. 260 Menschen. 1990 wohnten in Baklalı noch 44 Menschen. In den Bevölkerungsstatistiken von 2009 wird  Baklalı nicht aufgeführt.
Bereits im Jahre 1910 wurde eine Grundschule mit 20 Schülern eröffnet.
Der ursprüngliche Name lautet Üngüzek. Der Name ist in der Form Üngüzük im Grundbuch verzeichnet.